# Lavtarski Vrh
Lavtarski Vrh je naselje u slovenskoj Općini Kranju. Lavtarski Vrh se nalazi u pokrajini Gorenjskoj i statističkoj regiji Gorenjskoj. 

## Stanovništvo
Prema popisu stanovništva iz 2002. godine naselje je imalo 29 stanovnika.